# Mathew Brady
Mathew B. Brady (født 1822 i Warren County i New York – død 15. januar 1896 på Presbyterian Hospital i New York), var en af de mest berømmede fotografer i det nittende århundrede, og var bedst kendt for sine portrætter af kendte personer og dokumentation af den amerikanske borgerkrig. Han tilskrives faderskabet til fotojournalismen.

## De unge år
Brady blev født i Warren County i New York. Hans irske forældre Andrew og Julia Brady var indvandret til USA. Han flyttede til New York som 17 årig. I 1844 havde han sit eget fotografiske studie i New York og året efter begyndte Brady at udstille sine billeder af berømte amerikanere. Han åbnede et studie i Washington D.C. i 1849, hvor han mødte Juliette Handy, som han giftede sig med i 1851. Brady’s tidlige billeder var daguerreotypier og han vandt mange priser for sine billeder. I 1850-erne blev ambrotypi fotografier populære, hvilket banede vejen for albumen kopien, et papirbillede som blev fremstillet fra store glasnegativer, som blev anvendt i udstrakt grad under den amerikanske borgerkrig. I 1859 gjorde den parisiske fotograf André-Adolphe-Eugène Disdéri visitkort billederne populære og disse små billeder, på størrelse med et visitkort blev hurtigt en populær artikel da tusinder af disse billeder blev fremstillet og solgt i USA og Europa.

## Brady og borgerkrigen
Bradys indsats for at dokumentere den amerikanske borgerkrig i stor stil ved at bringe det fotografiske atelier direkte ud på slagmarken sikrede hans plads i historien. Trods den åbenlyse fare, finansielle risiko og hans venners forsøg på at tale ham fra det, blev han senere citeret for at sige: ”Jeg var nødt til at tage af sted. En ånd i mine fødder sagde: Gå, og jeg gik”. Hans første populære billeder var fra det Første slag ved Bull Run, hvor han kom så tæt på kampen, at han nær var blevet taget til fange.
Han ansatte Alexander Gardner, James Gardner, Timothty H. O’Sullivan, William Pywell, George N. Barnard, Thomas C. Roche og sytten andre mænd, som hver fik et transportabelt mørkekammer, til at tage ud og fotografere scener fra borgerkrigen. I det store og hele forblev Brady i Washington hvorfra han styrede sine assistenter, og han kom kun sjældent selv på slagmarkerne. Det kan til dels skyldes at hans syn begyndte at svigte i 1850-erne.
I 1862 udstillede han billeder fra Slaget ved Antietam i sit galleri i New York under titlen: ”De døde ved Antietam”. Mange af billederne var malende beskrivelser af lig, hvilket gjorde udstillingen til noget ganske nyt i Amerika. Det var første gang nogen havde set realiteterne i krigen på første hånd, om end i fotografisk form, hvilket var meget forskelligt fra malernes ”indtryk”.
Efter krigen mistede en krigstræt offentlighed interessen for at se billeder af krigen, og Brady’s popularitet og forretning faldt drastisk.

## Senere år og død
Under krigen brugte Brady over $100.000 på over 10.000 fotografiske plader. Han forventede at regeringen ville købe billederne når krigen sluttede, men da regeringen afviste at købe billederne, måtte han sælge sit atelier i New York og gå fallit. I 1875 tildelte Kongressen ham $25,000 men han forblev dybt forgældet. Nedtrykt over sin finansielle situation, tabet af synet og knust af sin kones død i 1887 blev han meget ensom. Mathew Brady døde fattig på velgørenhedsafdelingen på Presbyterian Hospital i New York, klokken fem den 15. januar 1896, af komplikationer efter et uheld med en sporvogn. Hans begravelse blev betalt af veteraner fra New Yorks 7. infanteri regiment. Han blev begravet på kongressens kirkegård i Washington D.C.
Levin Corbin Handy, Brady's tilgiftede nevø overtog hans onkels fotografiforretning efter hans død.

## Arven
De tusinder af fotografier som Mathew Brady tog er blevet den vigtigste visuelle dokumentation af den amerikanske borgerkrig og har hjulpet historikere til bedre at forstå perioden.
Hans fotografier af Abraham Lincoln blev brugt som grundlag for $5 dollar sedlen og Lincoln pennyen.